# Cannero Riviera
Cannero Riviera ([càn-ne-ro]; trong tiếng Piedmonte Càner), là một đô thị có dân số 1.073 người và diện tích là 14.46 km² ở tỉnh Verbano-Cusio-Ossola trong vùng Piedmont. Đô thị này nằm ở bờ tây hồ Maggiore; có cự ly khoảng 130 km về phía đông bắc của Torino và khoảng 15 km về phía đông bắc của Verbania.
Cannero Riviera giáp các đô thị: Aurano, Cannobio, Oggebbio, Trarego Viggiona; and across the lake in the Lombard Province of Varese: Brezzo di Bedero, Germignaga, Luino.